# 守屋健太郎
守屋 健太郎（もりや けんたろう、1968年 - ）は、日本の映像ディレクター、映画監督。東京都出身。

## 経歴
- 1992年、テレビマンユニオンに参加。テレビコマーシャルやミュージッククリップ、TVタイトルバックなどを演出。
- 1996年、日本テレビのドラマ『噂の探偵QAZ』でATP賞新人奨励賞受賞。
- 2001年、短編映画『遠野と「遠野物語」』でハイビジョン国際映像祭ちば2001ショートプログラム最優秀賞、第49回コロンバス国際フィルム&ビデオ・フェスティバル優秀作品賞、第35回ワールドフェスト・ヒューストン国際映画祭銅賞などを受賞。
- 2005年、長編映画初監督作品『スクールデイズ』で第18回エクスグラウンド映画祭INTERNATIONAL YOUTH FILM部門最優秀賞を受賞。
- 2015年、テレビマンユニオンから独立。株式会社daze（デイズ）を設立、現・代表。

## 作品

### 映画
- 遠野と「遠野物語」（2001年） - 短編映画
- スクールデイズ（2005年、ファントム・フィルム）※監督・脚本
- シーサイドモーテル（2010年、アスミック・エース）※監督・脚本[1]
- 劇場版 仮面ティーチャー（2014年、ショウゲート）
- PRINCE OF LEGEND（2019年、東宝）[2]

### テレビドラマ
- 噂の探偵QAZ　主演：古尾谷雅人　音楽：コーネリアス（1995年12月26日、日本テレビ）
- トンスラ（2008年10月12日 - 19日、日本テレビ）※第2回と第3回の脚本・演出
- 私立バカレア高校（2012年、日本テレビ）※第5話 演出
- スプラウト（2012年、日本テレビ）※第1、2、11、12話 演出
- 小暮写眞館　原作：宮部みゆき 主演：神木隆之介（2013年、NHK BSプレミアム）全4話中第3、4話演出
- 仮面ティーチャー（2013年、日本テレビ）総監督・第1、2、11、12話監督
- ハクバノ王子サマ 純愛適齢期（2013年、読売テレビ）第12話演出
- さぼリーマン甘太朗（2017年、Netflix・テレビ東京）第1、2、3、10、11、12話監督
- 新米姉妹のふたりごはん（2019年、テレビ東京・Amazonプレイムビデオ）第1、２、３、11、12話監督
- 課長バカ一代（2020年、BS12トゥエルビ・ひかりTV）第1、2、9、10話監督
- まったり!赤胴鈴之助（2022年、テレビ大阪/BSテレ東・ひかりTV）第1、2、３、11、12話監督
- 先生のおとりよせ（2022年、テレビ東京・Amazonプライムビデオ）第1、2、6、7、9、11、12話監督
- 5分後に意外な結末（2022年、読売テレビ）「呪いの指輪」「隣に住む殺人鬼」「うそつき」「サプライズな贈り物」「失敗したキューピッド」監督
- Qrosの女（2024年、テレビ東京）監督

### ミュージックビデオ
- GReeeeN『刹那』（2009年）
- 小野恵令奈『えれぴょん』（2012年）
- ECHOES「ZOO」（2000年）
- Polaris「光と影」（2001年）
- Polaris「季節」（2002年）
- Polaris「天気図」（2002年）
- 滝沢秀明「キ・セ・キ」（2002年）
- 今井翼「Get Down」（2002年）
- タッキー&翼「True Heart」（2002年）
- SOPHIA「ROCK STAR」（2002年）
- Janne Da Arc「Rainy 〜愛の調べ〜」（2003年）
- 後藤真希「抱いてよ! PLEASE GO ON」（2003年）
- 上戸彩「微熱」（2003年）
- 20th Century（V6）「ちぎれた翼」 (2003年)
- Polaris「月の恋人」（2005年）
- ジャパハリネット「星霜のさくら」（2006年）出演：遠藤憲一
- 大人計画「大人計画社歌」（2006年）松尾スズキとの共同監督
- 東田トモヒロ「星空の唄」（2007年）出演：吉高由里子
- Greeeen「刹那」出演：山下真司
- 鴉「夢」（2009年） 出演：木下あゆ美
- 鴉「黒髪ストレンジャー」（2010年）　出演：山崎真実
- 鴉「巣立ち」（2010年）
- KAT-TUN「BIRTH」（2011年）
- かりゆし58「恋の矢」（2013年）出演：優香
- Polaris「Neu」（2013年）
- 秦基博「聖なる夜の贈り物」（2015年）
- Polaris  「大気圏」（2015年）
- KAT-TUN「TRAGEDY」（2016年）
- ヨシンバ「君が僕」（2019年）
- WENDY「Rock'n Roll is Back」（2022年）
- WENDY「DEVIL’S KISS」（2022年）
- WENDY「When U Played Me」（2022年）

### CM
- NTT西日本 「あそむび 幸運探偵～風烈光の事件簿～」（2007年）出演：佐々木蔵之介、長澤まさみ
- TOKAIホールディングス「TOKAIホールディングス設立10周年」篇（2021年）
- TOKAI「みんなのエネルギー」篇（2021年）
- TOKAI「TOKAIはガス会社です」篇（2021年）
- TOKAIホールディングス「TLC 松也先生」篇（2021年）
- TOKAIコミュニケーションズ「LIBMO」（2022年）

### タイトルバック
- 「世界ウルルン滞在記」（2002年〜2008年、MBS）
- 「食彩の王国」（2006年〜、テレビ朝日）
- 「怨み屋本舗」（2006年、テレビ東京）
- 「怨み屋本舗REBOOT」（2009年、テレビ東京）
- 「Piece」（2012年、日本テレビ）
- 「シュガーレス」（2012年、日本テレビ）
- 「ヒーローたちのオリンピック」（2012年、NHK）

### アニメーション
- 「ZIP!」（日本テレビ）「あさアニメ」※いずれも監修
  - おはよう忍者隊ガッチャマン（2011年 - 2013年）
  - マジンガーZIP!（2013年 - 2014年）
  - おはようハクション大魔王（2014年 - 2015年）
  - グッドモーニング!!! ドロンジョ（2015年-2016年）
  - 朝だよ!貝社員（2016年- 2018年）

### ブレーン参加
- ZIP!（2011年～2020年、日本テレビ）
- 山下智久・ルート66〜たった一人のアメリカ（2012年、日本テレビ）
- J'J Kis-My-Ft2 北山宏光 ひとりぼっちインド横断 バックパックの旅（2012年、日本テレビ）
- J'J Hey! Say! JUMP 髙木雄也&知念侑李 ふたりっきり フランス縦断各駅停車の旅（2012年、日本テレビ）
- J's Journey 滝沢秀明 南米縦断 4800km（2013年、日本テレビ）
- J'J A.B.C-Z オーストラリア縦断 資金0円ワーホリの旅（2013年、日本テレビ）
- J'sティーチャー Kis-My-Ft2 藤ヶ谷太輔 極東ロシアを行く（2013年、日本テレビ）

### その他
- 映画「恋の門」（2004年、松尾スズキ監督）演出協力
- 書籍「人生はドラマのように…… 〜schooL daze the novel〜」（2005年、相沢晴生名義／共著）